# Toomas Hendrik Ilves
Toomas Hendrik Ilves (Estocolmo, 26 de diciembre de 1953) es un político y diplomático estonio, cuarto presidente de la República de Estonia desde 2006 hasta 2016. Anteriormente fue embajador de Estonia en Estados Unidos (1993-1996), así como ministro de Asuntos Exteriores (1996-2002), y miembro del Parlamento Europeo (2004-2006). 
Ilves nació en una familia de refugiados estonios que emigró a los Estados Unidos cuando él tenía tres años. Licenciado en Psicología por la Universidad de Columbia, desempeñó diversos trabajos académicos hasta que en 1984 se marchó a Europa para trabajar como periodista en el departamento estonio de Radio Libertad, informando de los acontecimientos de la Revolución Cantada. Tras la independencia de Estonia en 1991, pasó a ejercer en el cuerpo diplomático del nuevo Estado, y con posterioridad se dedicó en la política nacional. Ha estado afiliado al Partido Moderado, convertido en 2004 en el Partido Socialdemócrata de Estonia (SDE).
El 23 de septiembre de 2006 se convirtió en el cuarto presidente de Estonia, tras vencer en la última votación al líder Arnold Rüütel.

## Biografía
Toomas Hendrik Ilves nació en Estocolmo (Suecia) el 26 de diciembre de 1953, en el seno de una familia de refugiados. Sus padres Endel e Irene Ilves huyeron de Estonia tras la ocupación soviética del Báltico durante la Segunda Guerra Mundial. Cuando tenía tres años, la familia emigró a los Estados Unidos para establecerse en Leonia, Nueva Jersey.
Ilves pasó toda su infancia en Leonia, allí completó la educación básica, y en 1972 se licenció con honores en la Escuela Superior local. En 1976 obtuvo la licenciatura en Psicología por la Universidad de Columbia, y dos años después completó un máster en la misma especialidad en la Universidad de Pensilvania. Es hablante nativo de estonio e inglés, e incluso puede hablar con fluidez en español, en alemán, y en letón.
Su actual esposa es Ieva Kupče, responsable de ciberseguridad del gobierno letón y veinte años menor que él, con la que contrajo matrimonio en 2015. Anteriormente estuvo casado con la psicóloga estadounidense Merry Bullock y con la periodista estonia Evelin Int-Lambot (2004-2015). Tiene un hijo, Luukas Kristjan (1987), y dos hijas: Juulia (1992) y Kadri Keiu (2003). Por otra parte su hermano, Andres Ilves, es periodista de BBC World News.

## Trayectoria profesional
Ilves estuvo trabajando en el departamento de Psicología de la Universidad de Columbia desde 1974 hasta 1979. Posteriormente fue profesor de inglés y asistente de la dirección en el Centro de Educación Abierta de Englewood (Nueva Jersey). En 1981 se mudó a Vancouver (Canadá) para desempeñar la dirección del Centro de las Artes de Vancouver (1981-1983) y la enseñanza de literatura y cultura estonia en la Universidad Simon Fraser (1983-1984).
En 1984, Ilves se mudó a Múnich (Alemania Occidental) como redactor del departamento estonio de Radio Libertad. La emisora sirvió durante la Guerra Fría como contraparte informativa de la Unión Soviética, y al llegar allí coincidiría con el inicio de la Revolución Cantada. En 1988 fue ascendido a jefe de sección; ese mismo año el Soviet Supremo estonio le concedió un salvoconducto para visitar su país de origen por primera vez. Gracias a ese permiso entró en contacto con las principales organizaciones políticas que lograron el restablecimiento de la república estona en 1991.

## Carrera política
Ilves inició su carrera política en el cuerpo diplomático de Estonia. Aprovechando sus contactos académicos y profesionales en el panorama norteamericano, fue nombrado embajador estonio para Estados Unidos, Canadá y México desde 1993 hasta 1996. Para acceder a este cargo tuvo que adquirir la nacionalidad estonia por ius sanguinis y renunciar a la estadounidense. A lo largo de esos cuatro años, Ilves participó en las negociaciones con Rusia para la retirada de los últimos efectivos del Ejército Rojo en suelo estonio, completada en agosto de 1994, y consolidó las relaciones diplomáticas estonias con los EE. UU.
El 2 de diciembre de 1996 fue nombrado ministro de Asuntos Exteriores en los gobiernos de Tiit Vähi y de Mart Siimann. Permaneció al frente hasta su dimisión en septiembre de 1998 para presidir una formación extraparlamentaria centrista, el Partido de los Campesinos (Eesti Talurahvaerakond), que acabaría absorbida en el Partido Moderado (Mõõdukad) de cara a las elecciones generales de 1999. Tras obtener escaño en el Riigikogu, Ilves volvió a asumir la cartera de Exteriores bajo el gobierno de Mart Laar hasta el 28 de enero de 2002.
En su mandato al frente de Exteriores, Ilves se encargó de negociar tanto la adhesión a la Unión Europea —ratificada mediante referéndum en 2003— como el ingreso del país en la Organización del Tratado del Atlántico Norte (OTAN), culminado en 2004. También puso en marcha el Consejo Ejecutivo del Instituto Estonio de Política Exterior, que agrupaba las actividades internacionales de diversos ministerios.
Compaginó la gestión diplomática con el liderazgo del Partido Moderado a partir de 2001, al cual condujo a posiciones de centroizquierda. Su liderazgo duró poco tiempo; al año siguiente, la formación cayó derrotada en las elecciones municipales con menos del 5% de los votos, por lo que Ilves presentó su dimisión. En 2004, los Moderados se convirtieron en el Partido Socialdemócrata de Estonia (SDE).
Luego de dejar la cartera ministerial, Ilves fue diputado observador en el Parlamento Europeo y eurodiputado de pleno derecho a partir de 2004.

## Presidencia de Estonia

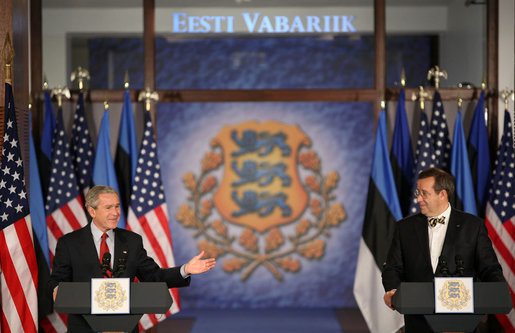
Rueda de prensa del presidente de EE. UU., George W. Bush, con el presidente de Estonia. (2006)

Toomas Hendrik Ilves ha sido presidente de Estonia desde el 9 de octubre de 2006 hasta el 9 de octubre de 2016, bajo dos primeros ministros: Andrus Ansip (2006-2014) y Taavi Rõivas (2014-2016). El cargo representa la jefatura del Estado, aunque no tiene poder ejecutivo.
El 23 de marzo de 2006, Ilves fue nominado para ocupar la presidencia de Estonia a petición de tres formaciones: su propio partido, el liberal Partido Reformista —liderado por el primer ministro Andrus Ansip— y el conservador Unión Pro Patria y Res Publica. A diferencia de las elecciones a primer ministro, que son por sufragio universal, la elección del presidente estonio precisa una mayoría de dos tercios del Riigikogu (68 votos). Si no la hubiese, la decisión correría a cargo de un Colegio Electoral formado por parlamentarios y representantes locales.
Ilves sólo obtuvo 64 votos en la elección parlamentaria, a cuatro de la mayoría, por lo que tuvo que enfrentarse al entonces presidente Arnold Rüütel en la votación del Colegio Electoral. Dos semanas antes, unos 80 intelectuales estonios firmaron una declaración de apoyo a la candidatura de Ilves, entre los cuales destacaban Neeme Järvi, Jaan Kross, Arvo Pärt y Jaan Kaplinski.
El 23 de septiembre, Ilves venció a Rüütel por 174 votos a 162 para convertirse en el cuarto presidente de Estonia y el más joven en acceder al cargo (52 años). Al ser un cargo simbólico, tuvo que renunciar a su filiación partidista. Al jurar su mandato el 9 de octubre prometió un mayor acercamiento a la Unión Europea, fomentar el desarrollo de nuevas tecnologías, defender la cultura y lengua estonias, y consolidar la inclusión social de la minoría rusa.
Ilves tuvo que mediar en la polémica del traslado del soldado de bronce de Tallin en 2007, que conllevó protestas de la minoría rusa y un ciberataque contra las instituciones nacionales. El presidente alertó a la OTAN de la falta de protocolos de actuación sobre guerra informática y sugirió una mayor colaboración entre Estados miembros, a través de la experiencia pionera de su país. A raíz de esa petición, la Alianza creó el Centro de Excelencia para la Cooperación en Ciberdefensa, con sede en la capital estona, e Ilves pasó a ser considerado una autoridad en cuestiones tecnológicas.

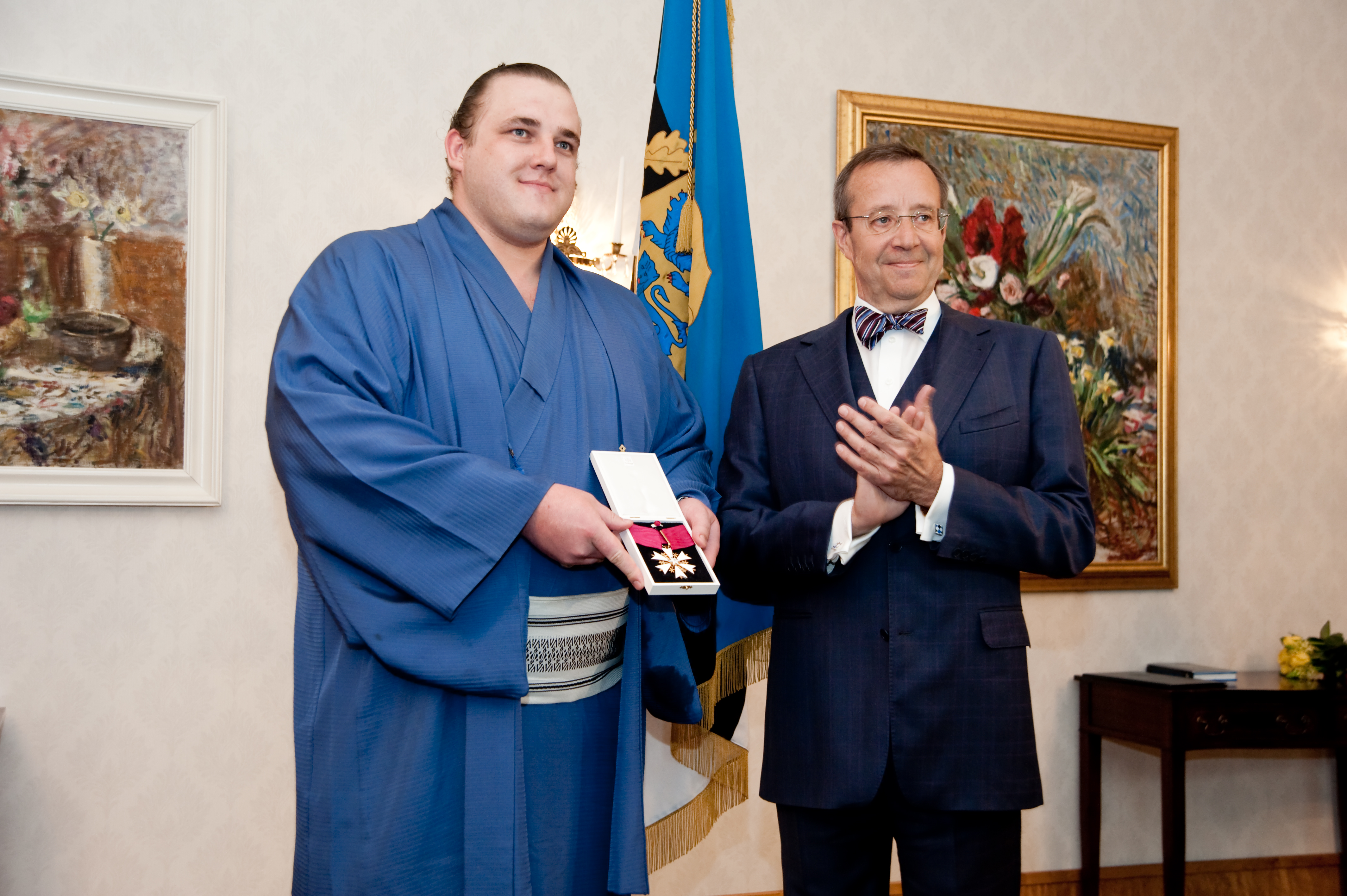
El presidente Ilves concede la Orden de la Estrella Blanca al luchador de sumo Baruto Kaito. (2012)

A nivel internacional, Ilves fue el principal defensor de la entrada de Estonia en la eurozona en 2011, y mantuvo numerosas reuniones con los presidentes de otros Estados miembro para vender el potencial económico de su país, que entonces registraba un crecimiento superior al 8% del PIB. Además, ha opinado que el Tratado de Lisboa no otorga herramientas para tratar crisis económicas como la Gran Recesión.
El nombre de Ilves apareció en las filtraciones de Wikileaks en 2010. Según la embajada estadounidense en Tallin, el presidente estaba abiertamente enfrentado al líder del Partido del Centro y alcalde de la capital, Edgar Savisaar, al que habría definido en privado como «el Hugo Chávez de Estonia» y criticado por sus relaciones con empresarios rusos. Además, durante la guerra de Osetia del Sur de 2008, los norteamericanos consideraban que Estonia se sentía «amenazada» por un inminente ataque de Rusia que nunca llegaría a ocurrir.
Ilves revalidó la presidencia el 29 de agosto de 2011 y se convirtió en el primer candidato reelegido sólo con los votos del Riigikogu, al vencer al aspirante Indrek Tarand con 73 apoyos. Como el mandato presidencial está limitado a dos legislaturas de cinco años, Ilves terminó su mandato presidencial el 10 de octubre de 2016 y fue reemplazado por Kersti Kaljulaid, la primera mujer que ejerce la jefatura del estado báltico.